# Андреевское (Андреевское сельское поселение)
Андреевское — деревня Борисоглебского района Ярославской области, административный центр Андреевского сельского поселения.

## География
Расположена в 5 км на северо-восток от райцентра посёлка Борисоглебский.

## История
В конце XIX — начале XX деревня входила в состав Савинской волости Ростовского уезда Ярославской губернии. В 1885 году в селе было 39 двора.
С 1929 года деревня входила в состав Демьяновского сельсовета Борисоглебского района, с 1954 года — центр Демьяновского сельсовета, с 2005 года — административный центр Андреевского сельского поселения.

## Население
| 1859 | 2007 | 2010 |
| ---- | ---- | ---- |
| 231  | ↗303 | ↘288 |

## Инфраструктура
В деревне имеются Андреевская средняя общеобразовательная школа (открыта в 1991 году), детский сад, дом культуры, фельдшерско-акушерский пункт, отделение почтовой связи.